# 勒伊拉·拉康
勒伊拉·拉康（法語：Leïla Lacan，2004年6月2日—），法国女子篮球运动员，场上位置是前锋，2023年欧洲女子篮球锦标赛铜牌得主、2024年夏季奥林匹克运动会女子银牌得主。